# いわて希望のちから
「いわて希望のちから」（いわてきぼうのちから）は、2010年4月～2014年3月まで放送されていた岩手県提供のテレビ番組。2012年4月から放送終了までは『いわて希望の一歩』というタイトルで放送されていた。県政を取り上げるミニ番組である。ハイビジョン放送。
番組では「岩手県」とだけクレジットされているが、実際にはIBC岩手放送が制作を担当している。タイトルは、達増拓也知事が県のキャッチフレーズとして採用した「希望郷いわて」が由来。
2014年4月からは後続番組の『いわて！わんこ広報室』が放送されている。

## 概要
岩手県庁の各部署が持ち回りでテーマを設定し、関係する団体・個人を取材したVTRを通して、岩手県政を県民にアピールする番組である。
盛岡市に本社を置く民放テレビ放送局4社が、同じ内容で毎週放送している。WEBサイトは4社がそれぞれ独自に制作している。細かな差異はあるがこちらも内容は基本的に同じで、すべてのサイトで動画を配信している。
制作にあたるIBC岩手放送のみ、60分程度のスペシャル番組をときおり放送している。他の3社は放送しない。
2010年4月～2011年3月までは千葉星子が進行役を務めた。3月11日の東日本大震災によって放送休止、制作も中断した。2011年7月に放送を再開。復活後は進行役を置いていない（IBCアナウンサーのナレーションで進行）。

## 放送時間
- IBC岩手放送（製作幹事社） - 月曜日19:55-20:00、(再放送)木曜日18:54-19:00
- テレビ岩手 - 月曜日21:54-22:00、(再放送)火曜日18:54-19:00
- 岩手朝日テレビ - 木曜日23:10-23:15
- 岩手めんこいテレビ - 日曜日17:25-17:30

## 参考（外部サイト）
- 県政テレビ番組「いわて希望のちから」（岩手県広聴広報課）
- IBC岩手放送「いわて希望のちから」
- IBC岩手放送「いわて希望のちから」（2011年3月までの放送）
- テレビ岩手「いわて希望のちから」
- めんこいテレビ「いわて希望のちから」
- 岩手朝日テレビ「いわて希望のちから」